# Малиновка (Изюмский район)
Малиновка (укр. Малинівка) — село,
Харьковская область, Украина.
Код КОАТУУ — 6320481507. Население по переписи 2001 г. составляет 276 (120/156 м/ж) человек.

## Географическое положение
Село Малиновка находится в 12 км от пгт Близнюки, железнодорожная станция Дубово с несколькими грузовыми терминалами, примыкает к селу Энергетиков.
Село находится в начале балки Сухой Торец по которой протекает ручей, один из истоков реки Сухой Торец.
Возле села сделана запруда.
Натурные съёмки фильма Свадьба в Малиновке проводились в одной из Малиновок, либо в Малиновке в Чугуевском районе, либо в Малиновке в Глобинском районе Полтавской области, но не в Барвенковском районе.

## Экономика
В селе есть молочно-товарная ферма.

## Религия
- Религиозная община Преподобного Сергия Радонежского Харьковской епархии Украинской Православной Церкви.

## Памятники
- Памятник герою фильма «Свадьба в Малиновке» адъютанту Попандопуло[3]